# Демиденко Володимир Сергійович
Володи́мир Сергі́йович Демиденко (1990—2022) — сержант Збройних Сил України, учасник російсько-української війни.

## Життєпис
Народився 14 вересня 1990 року в селі Бугрувате Охтирського району Сумської області.
Демиденко Володимир Сергійович приймав безпосередню участь в Антитерористичній операції (ООС) у 2014 році в районі аеропорту м. Луганськ, також здійснював фортифікаційне обладнання в районах н.п. Дебальцево та н.п. Краматорськ.
З початку повномасштабного вторгнення російської федерації 24 лютого 2022 року приймав безпосередню участь в обороні м. Охтирка
Військову службу проходив у 91 окремому Охтирському полку підтримки.
Загинув 26 лютого 2022 в районі міста Охтирка.
Місце поховання: село Бугрувате Охтирського району Сумської обл.

## Нагороди та вшанування
- Орден «За мужність» III ступеня[1].
- Почесний громадянин міста-героя Охтирки.[2]